# Нелень Микола Гаврилович
Нелень Микола Гаврилович (1926—1993) ( 1926, с. Малі Кринки Глобинського району, Полтавська область —  1993, Кременчук, Полтавська область) — директор СШ №17 м. Кременчука

## Короткий життєпис
Народився Микола Гаврилович 20 травня 1926 року у с. Малі Кринки Глобинського району, в сім'ї селянина-колгоспника. З 1932 р. по 1941 р. навчався в Мало-Кринківській 8-річній школі. У 1944 р. — рядовий стрілецької дивізії, 1947 р. — командир взводу. В 1949 р. закінчив Гадяцьке педучилище, та працює в сільській школі. У 1959 р. закінчив Львівський держуніверситет.  Микола Гаврилович Нелень «Відмінник народної освіти УРСР», удостоєний високої державної нагороди — ордена «Знак Пошани».
З 1965 р. по 1993 р. — директор ЗОШ № 17.
Будівництво загальноосвітньої школи № 17 розпочалося в 1964 році. Це була перша школа селища Молодіжного, збудована для дітей працівників Північного промислового вузла міста (нафтопереробного заводу, заводу технічного вуглецю). Поки велося будівництво, за рішенням міськвиконкому в житловому будинку по вулиці Молодіжній, 3, на першому поверсі була розташована тимчасова школа № 17 для 112 учнів.
5 вересня 1965 року новозбудована школа вперше відчинила свої двері для 112 учнів селища Молодіжного. Приміщення було розраховане на 960 учнів.
В 1966 році, у зв'язку з приєднанням до території Кременчука частини с. Велика Кохнівка, Новозарянська 8-річна школа, що знаходилась на приєднаній до міста території, була об'єднана з школою № 17. Після об'єднання двох шкіл кількість учнів стала швидко зростати: якщо на 1 вересня 1966 року в школі навчалося 615 учнів, то на 1975 рік їх кількість досягла 1000 чоловік, 1985 р.- 1500.
В 1994 р. було добудовано новий корпус школи, розрахований на 1200 учнів. А в 1995 р. у школі навчалося вже 1750 учнів. Станом на 01.09.1999 р. двері школи відчинилися для 1876 учнів.

## Вшанування пам'яті
З 5 жовтня 1993 р. ЗОШ № 17 стала першою в Кременчуці школою, що носить ім'я свого директора. З метою увічнення пам'яті першого директора школи, враховуючи його подвижницьку працю на освітянській ниві, на прохання педагогічного колективу 2 жовтня 1993 року розпорядженням Кременчуцької ради депутатів № 1466 від 24.09.1993 школі № 17 присвоєно ім'я Миколи Гавриловича Неленя.
Згодом на стіні біля центрального входу школи встановлено меморіальну дошку М. Г. Неленю, — людині, яка своє життя присвятила дітям.
По центру барельєфне погрудне зображення Неленя М. Г. Зліва напис в 5 рядків: «Нелень /Микола/ Гаврилович/ 5.05.1926/ 13.08.1993»; справа, на стилізованій книжковій сторінці, напис навскоси в чотири рядки: «Беззмінний/ директор СШ № 17/ м. Кременчука/ з 1965 по 1993 р.» та дві троянди.
Розміри 114 х 61 х 3,5(см).
Матеріал — чорний габро.
22.09.1994 р. рішенням Автозаводського райвиконкому м. Кременчука школа одержала статус школи нового типу і стала називатися «Експериментальна школа-комплекс „Вибір“ сш № 17 ім. М. Г. Неленя». Випускниками цієї школи є член Спілки журналістів України Анатолій Щербак; лауреат зльоту авторської пісні у м. Дубно Олександр Корж; соліст Кубанського ансамблю пісні і танцю Олександр Фартали; директор міського палацу культури і керівник Троїцького театру Сергій Ситник; журналістка Юлія Билина; викладач Московського фізико-технічного університету Євген Жованик; олімпійський чемпіон 1980 р., почесний громадянин Кременчука Володимир Кисельов; викладач ЗОШ № 16, місцева художниця, відома писанкарка Світлана Дейсун.